# 霜多正次
霜多 正次（しもた せいじ、1913年9月5日 - 2003年4月16日）は、日本の小説家である。元日本共産党員。

## 略歴
沖縄県国頭郡今帰仁村に生まれた。沖縄県立第一中学校から旧制五高に進学。同級の梅崎春生と親交を結び、文学の道をめざす。東京帝国大学英文科卒業後、1940年に応召し、各地を転戦したあとブーゲンビル島に配属される。日本の敗色が濃厚となった1945年5月、オーストラリア軍に投降し、捕虜となる。
復員後、故郷には戻らず、東京で文学をめざし、新日本文学会の事務局に勤務しながら小説を書く。1950年、雑誌『新日本文学』に「木山一等兵と宣教師」を発表、作家として認められるようになる。
このころから、西野辰吉・窪田精・金達寿たちと交流を深めていく。1953年、初めて沖縄本島に帰郷し、米軍占領の実態を見聞し、沖縄本島を直接の題材にした作品を発表し始める。1956年から『新日本文学』に連載した長編『沖縄島』で毎日出版文化賞を受賞する。1957年には、西野・窪田・金たちとリアリズム研究会を結成し、「現実変革の立場にたつリアリズム」を追求した。また、新日本文学会のなかでも幹事を歴任していたが、当時の会をリードしていた武井昭夫たちの文学方法との対立が激しくなり、1964年の第11回大会に際して、幹事会の報告草案が部分的核実験禁止条約の支持を一方的に表明したり、アヴァンギャルドとリアリズムの統一という特定の創作方法を押しつけるようなものになろうとしたことに反対を表明し、同じく幹事であった江口渙と西野辰吉と共同して、相違点を保留して全体が合意できる一致点にしぼった対案を大会の場で提案しようとした。しかし、大会では対案の提出は認められず、大会の秩序を乱したという理由で、その後新日本文学会を除籍された。これは、新日本文学会と日本共産党との核兵器対策での路線対立も関係しており、日本共産党の意見に沿った霜多等は排除された。
1965年の日本民主主義文学同盟創立の際には副議長に選出され、新日本文学会に代わる民主主義文学運動の団体として、運動の発展に貢献した。1971年には、1960年代の沖縄の現実を描いた長編『明けもどろ』で、多喜二・百合子賞を受賞した。この時期を中心にして、多くの長編小説を書き、沖縄県や日本の現実の矛盾を深く追及する作品を書いた。1975年には、文学同盟の議長に就任し、1983年までその任にあった。
1983年、文学同盟の議長を退任したあとは、主として同人誌『葦牙』に拠って活動し、1987年には文学同盟も退会した。その後、日本共産党を除籍され、当時の自らの文学活動を省みる回想記『ちゅらかさ』を発表した。
沖積舎から全5巻の全集が刊行されている。　